# Vladimír Helfert

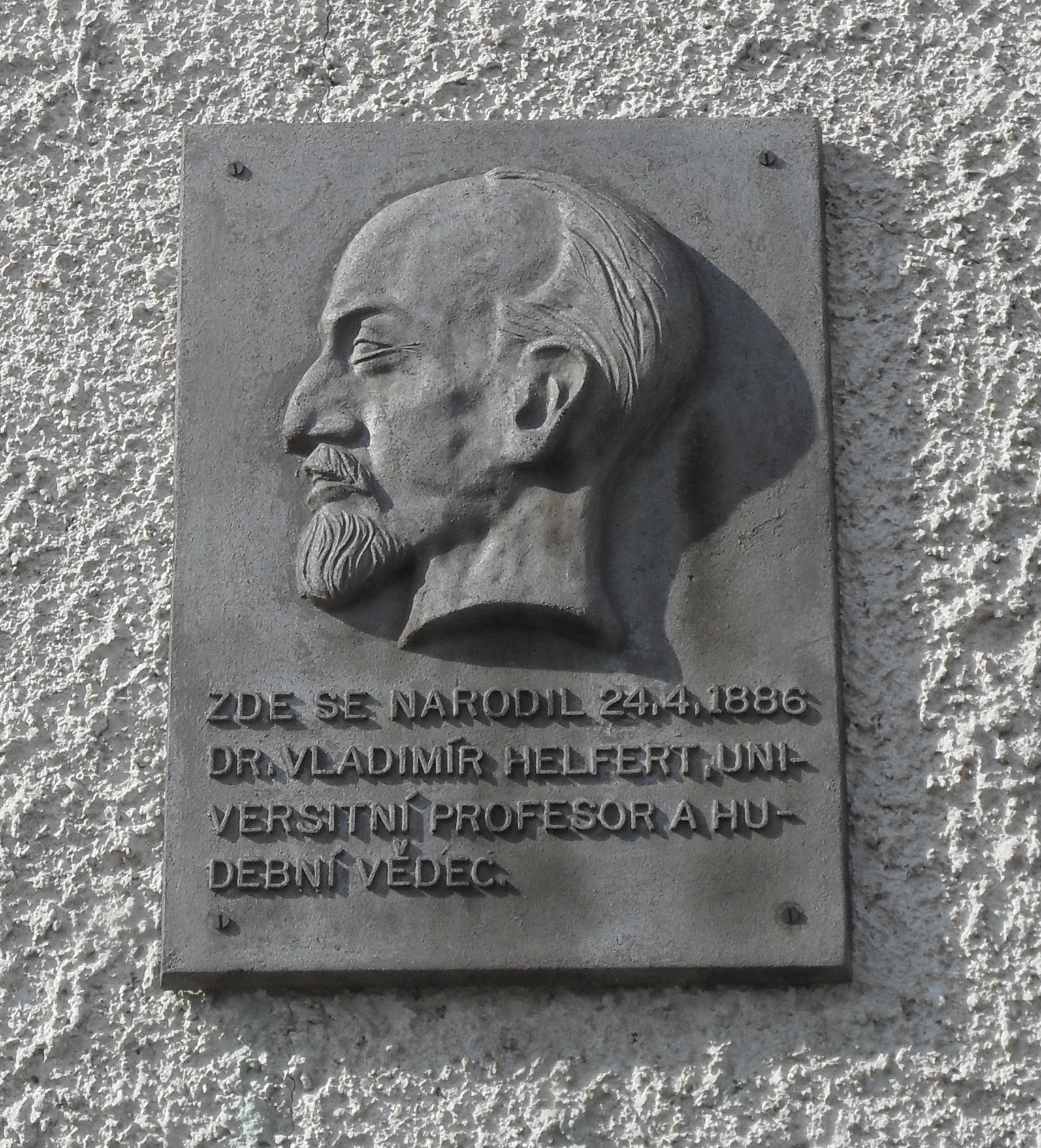
Památeční plaketa na rodném domě ve městě Plánice.

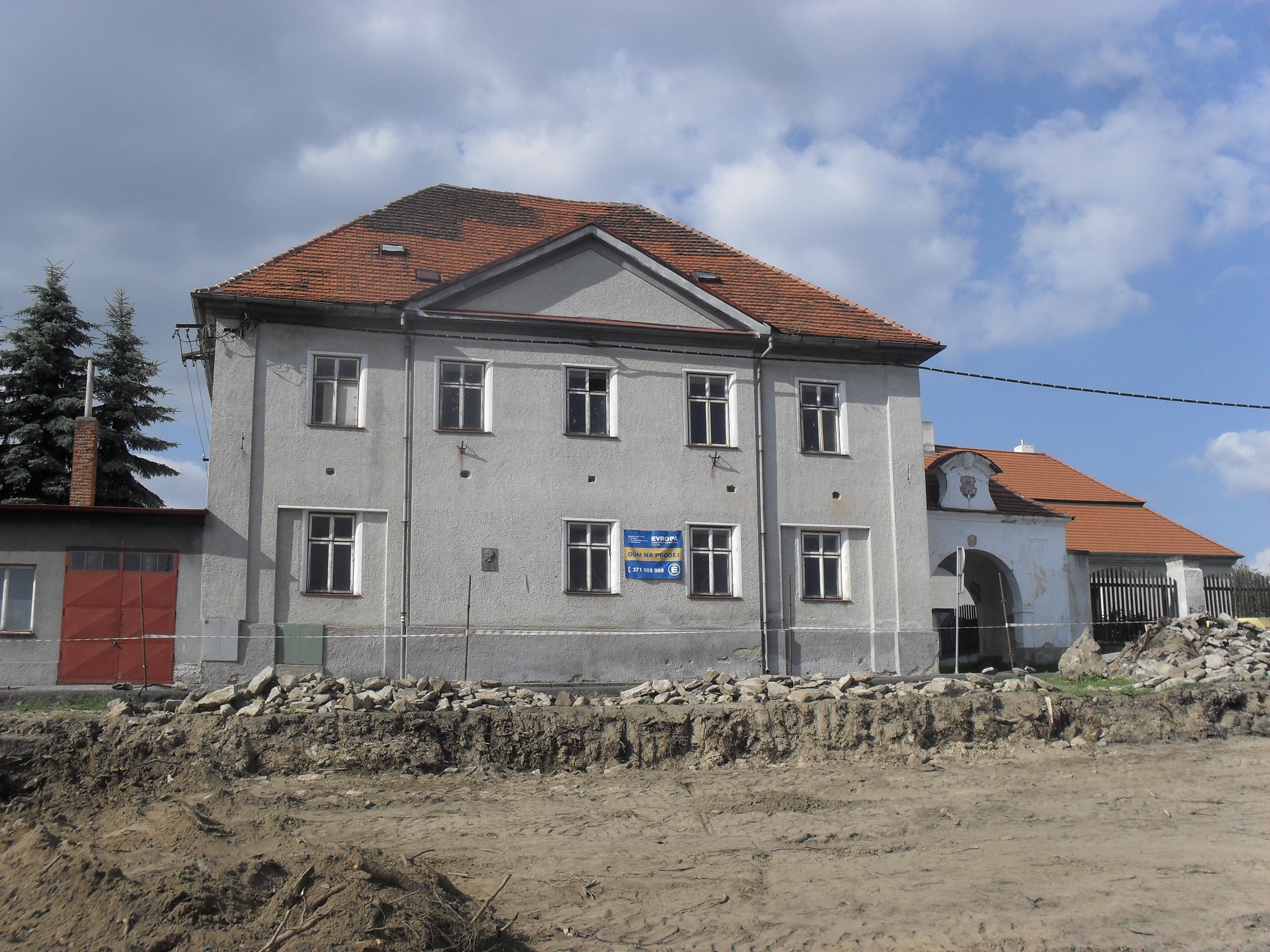
Plánický rodný dům.

Vladimír Helfert (24. března 1886 Plánice – 18. května 1945 Praha) byl český muzikolog, pedagog, organizátor a dirigent. Od roku 1919 žil v Brně, kde na Masarykově univerzitě založil oddělení hudební vědy.

## Život
Po maturitě, kterou složil na smíchovském reálném gymnáziu v roce 1904, studoval na pražské Filosofické fakultě Univerzity Karlovy. Dva roky také strávil na univerzitě v Berlíně, kde se učil od předních muzikologů té doby. Po svých studiích působil na české univerzitě v Praze, kde se setkal se Zdeňkem Nejedlým, svým pozdějším švagrem. Nejedlý jej, podobně jako řadu českých muzikologů, silně ovlivnil. Helfert byl propagátorem díla Bedřicha Smetany. Po svém příchodu do Brna zde jako první uvedl a sám řídil kompletní symfonický cyklus Má vlast. Jako zastánce progresivního směru (představovaného např. právě Smetanou, Fibichem, Ostrčilem) zpočátku odmítal hudbu Leoše Janáčka jako příliš „naturalistickou“, později svůj postoj přehodnotil.
Helfert ve své korespondenci ze 30. let 20. stol. se Zdeňkem Nejedlým formuloval svou myšlenku o zavedení předmětu hudební výchovy do základního školství.
Vychoval novou generaci brněnských hudebních vědců (Racek, Štědroň a další).
V letech 1935–1936 byl děkanem Filozofické fakulty Masarykovy univerzity.
Za druhé světové války byl vězněn. Zemřel v důsledku podlomeného zdraví krátce po skončení války, 18. května 1945, po převozu z Terezína do pražské Nemocnice Na Bulovce na následky epidemie skvrnitého tyfu.
V brněnských Černých Polích nese jedna z ulic jeho jméno.

## Rodina
Narodil se jako syn Zdeňka Helferta (1849–1891), správce velkostatku v Plánici a inspektora bechyňského panství knížat Paarů. Jeho dědečkem byl historik a politik Josef Alexander Helfert a pradědečkem právník a etnograf Josef Helfert. Babička Vilemína Helfertová byla sestrou Jindřicha Fügnera.
Jeho bratr Jaroslav byl ředitelem Moravského zemského muzea, sestra Alexandra byla manželkou Rudolfa Jedličky, zakladatele Jedličkova ústavu. V roce 1910 se oženil s Boženou Brichtovou (1885–1968). Jeho švagry byli hudební vědec a politik Zdeněk Nejedlý a architekt Rudolf Stockar.
Syn Igor (1915–1985) byl zatčen po studentských demonstracích 17. listopadu 1939. Nejdříve byl vězněn na Špilberku, poté ve Vídni a následně převezen do koncentračního tábora Sachsenhausen. Po propuštění v roce 1942 dostudoval práva a působil jako československý konzul v Hamburku. Po převzetí moci komunisty opakovaně vězněn v Jáchymově a Leopoldově. Po roku 1968 emigroval do Kanady, kde i zemřel.
Starší dcera Blažena (1911–1997) pracovala jako knihovnice, mladší Renata (1913–2010) se provdala za Josefa Trtílka, profesora analytické chemie a pozdějšího děkana Pedagogické fakulty UJEP v Brně.

## Dílo
- Smetanismus a Wagnerianismus (1911) [10]
- Naše hudba a český stát (1918) [11]
- Bedřich Smetana (1924) [12]
- Tvůrčí rozvoj Bedřicha Smetany (1924) [13]
- Jiří Benda (1929) – příspěvek k problému české hudební emigrace [14]
- Základy hudební výchovy na nehudebních školách (1930) – otázka hudebnosti, nutnost školské hudební výchovy [15]
- Česká moderní hudba (1930) – studie o české hudební tvořivosti [16]
- Geschichte der Musik in der Tschechoslovakischen Republik (1936) [17]
- Státní hudebně-historický ústav (1945) [18]
- O Janáčkovi (1949) – soubor statí a článků [19]
- O Smetanovi (1949) – soubor statí a článků [20]
- Smetanovské kapitoly (1949) – druhé vydání feuilletonistických statí (před knižním vydáním vyšly v Lid. novinách pod čarou za války r. 1917) [21]